# Humberto Cholango
Manuel Humberto Cholango (né en 1975) est un militant politique équatorien d'origine Kichwa Kayambi.

## Militant de la cause indigène
Membre du peuple kayambi, dans le nord de l'Équateur, il milite très jeune dans les mouvements des peuples indigènes qui revendiquent la récupération de leurs terres, le droit à pratiquer la médecine traditionnelle et à être reconnu officiellement au sein de l'État.
Humberto Cholango participe au renversement des présidents Abdalá Bucaram, en 1997, et Jamil Mahuad, en 2000, avec comme moyens d'actions des grèves, des marches pacifiques et la désobéissance civile.
Diplômé en gestion locale et développement, il devient en 2003 le président d'ECUARUNARI, la Confédération des Peuples Quechuas des Andes équatoriennes, une des plus grandes organisations indiennes du pays. Humberto Cholango est un « intellectuel organique » au même titre que son compatriote Luis Macas, président de la CONAIE et premier amérindien à devenir ministre, mais qui démissionna devant le revirement de Lucio Gutiérrez, converti au néo-libéralisme et soutenant la ligne pro-américaine des États-Unis.
Farouche opposant au néo-libéralisme, il est emprisonné durant vingt-quatre heures en décembre 2003, en raison de ses critiques envers la politique pro-américaine du président Gutiérrez. Humberto s'est aussi battu pour l'expulsion, en avril 2006, de l'entreprise pétrolière américaine Oxy, implantée dans le Nord du pays, en pleine Amazonie. Mais, il lutte également à une autre échelle, celle de l'Abya Yala, nom donné au continent par les Amérindiens avant l'arrivée des conquistadors.
Dirigeant de la Coordination des organisations andines (COIA), il veut faire prendre conscience aux peuples indigènes que c'est en s'unissant qu'ils parviendront à imposer leurs idées et leurs droits légitimes à l'échelle de l'Amérique latine. Un souhait réitéré, en présence de son ami et « frère » Evo Morales, premier président Aymara de la Bolivie, lors du IIIe sommet continental des Peuples et Nationalités Indigènes d'Abya Yala, qui s'est tenu au Guatemala en mars 2007.

## Sources
- Courrier international, hors-série Fiers d'être indiens (juin-juillet-août 2007), p. 108